# Wolfgang Krieger (Mathematiker)

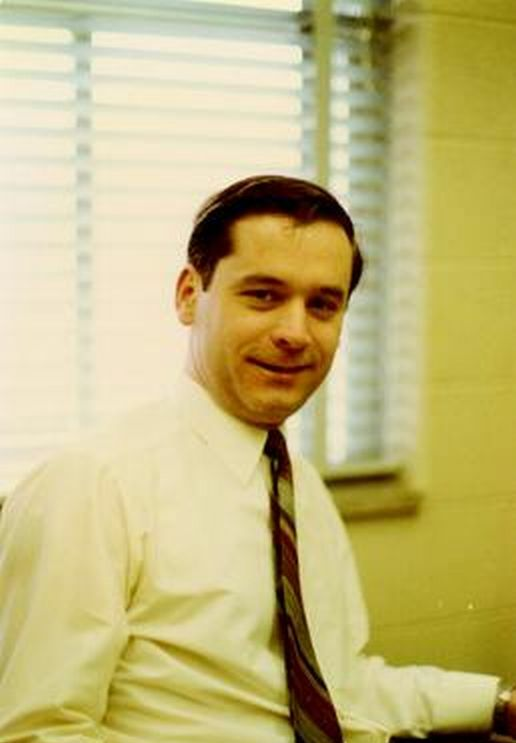
Wolfgang Krieger, Columbus 1970

Wolfgang Krieger (* 3. Juni 1940 in Garmisch-Partenkirchen) ist ein deutscher Mathematiker, der sich mit Analysis befasst.
Krieger studierte seit 1959 Mathematik und Physik an der Ludwig-Maximilians-Universität München, an der er 1968 bei Elmar Thoma promovierte (Über Maßklassen). 1962 bis 1965 studierte er an der Harvard University mit dem Master-Abschluss 1964. Er war 1966 bis 1968 wissenschaftlicher Assistent in München und ab 1968 Assistant Professor, ab 1970 Associate Professor und ab 1972 Professor an der Ohio State University. 1973/74 war er Gastprofessor an der Universität Göttingen. 1974 bis zur Emeritierung 2006 war er Professor an der Universität Heidelberg. 1985 bis 1987 war er Dekan der Fakultät für Mathematik.
Er befasst sich mit  Ergodentheorie und Dynamischen Systemen und Operatoralgebren (Cuntz-Krieger-Algebren sind nach ihm und Joachim Cuntz benannt).
Er war 1977/78 Gastwissenschaftler am IHES und der Universität Paris VI, 1982/83 an der Universität Ottawa, 1988/89 am Almaden Research Center von IBM und 2005/06 an der Hebräischen Universität in Jerusalem. 1997 war er Fellow der Japan Society for the Promotion of Science. Er ist Fellow der American Mathematical Society. Er war 1974 eingeladener Sprecher auf dem Internationalen Mathematikerkongress in Vancouver (On Generators in Ergodic Theory).

## Schriften
- On entropy and generators of measure-preserving transformations, Transactions of the American Mathematical Society, Band 149, 1970, S. 453–464.
- On ergodic flows and the isomorphism of factors, Mathematische Annalen, Band 223, 1976, S. 19–70
- mit Alain Connes: Measure space automorphisms, the normalizers of their full groups, and approximate finiteness, Journal of Functional Analysis, Band 24, 1977,  S. 336–352
- On the Subsystems of topological Markov chains, Ergodic Theory and Dynamical Systems, Band 2, 1982, S. 195–202
- mit Joachim Cuntz: A class of C*-algebras and topological Markov chains, Inventiones Mathematicae, Band 56, 1980, S. 251–268.